# 織田銑一
織田 銑一（おだ せんいち、1947年 - ）は、日本の哺乳類学者。名古屋大学農学部教授を経て、岡山理科大学理学部教授。元日本哺乳類学会会長。

## 人物
1947年愛知県出身。1969年名古屋大学農学部卒業。名古屋大学環境医学研究所助手、名古屋大学農学部教授をへて岡山理科大学理学部教授。
1983年、名古屋大学より農学博士の学位を取得、学位論文の題は「マウスにおける新しい小眼症ミュータントの遺伝育種学的ならびに発生学的研究」。

## 著書
- 国立情報学研究所収録著書 国立情報学研究所

- 織田銑一[ほか]編 (1985), スンクス : 実験動物としての食虫目トガリネズミ科動物の生物学, 学会出版センター, ISBN 4762284289

- Zholnerovskaya Elena I.; Koyasu, Kazuhiro (1997), Oda, Sen-ichi, ed., Catalogue of the collection of mammals in the Siberian Zoological Museum (Novosibirsk, Russia), Special publication of Nagoya Society of Mammalogists no. 1, Nagoya Society of Mammalogists

- 島田尚幸; 織田銑一 (2005), やりなおし高校の生物 : 生物学は、本当はこんなに面白い!, ナツメ社, ISBN 481633842X

- 織田銑一; 東家一雄; 宮木孝昌 et al., eds. (2011), スンクスの生物学, 学会出版センター, ISBN 9784762230646

## 論文
- 国立情報学研究所収録論文 国立情報学研究所

- 織田銑一; 近藤恭司 (1977), “野生食虫目の実験動物化”, 実験動物 (日本実験動物学会) 26 (3):  273-280, ISSN 00075124

- 織田銑一 (1982), “実験動物としてのスンクス--ジャコウネズミSuncus muriuns”, 遺伝 03870022 (裳華房) 36 (7):  71-77

- 沢田勇; 原田正史; 織田 銑一; 子安和弘 (1992), “中国吉林省産ニオイモグラに寄生していたHymenolepis dymecodontisについて”, 動物分類学会誌 (日本動物分類学会) 47:  26-28, ISSN 02870223

- Zholnerovskaya Elena I.; 子安和弘; 織田銑一 (1996), “シベリア動物学博物館における千島列島およびサハリン島の哺乳類標本”, 成長 (成長談話会) 35 (2):  125-129, ISSN 02877775

- 織田銑一 (1998), “トガリネズミ科動物の特性と生物学的面白さ : スンクス(ジャコウネズミ)”, 哺乳類科学 (日本哺乳類学会) 38 (1):  198-200

- 小倉剛; 野中由美; 川島由次; 坂下光洋; 仲地学; 織田 銑一 (2001), “沖縄島に生息する雌のジャワマングースの体サイズと性成熟の関係,ならびに繁殖活動の季節推移(繁殖学)”, Japanese journal of zoo and wildlife medicine (日本野生動物医学会) 6 (1):  7-14, ISSN 13426133

- 小倉剛; 佐々木健志; 当山昌直; 嵩原建二; 仲地学; 石橋治; 川島由次; 織田銑一 (2002), “沖縄島北部に生息するジャワマングース(Herpestes javanicus)の食性と在来種への影響”, 哺乳類科学 (日本哺乳類学会) 42 (1):  53-62

- 太田恭子; 織田銑一; 福井義浩 (2003), “日本に生息するイタチ2種ニホンイタチMustela itatsiとチョウセンイタチM.sibiricaのかたちの比較”, 形の科学会誌 18 (1):  61-62, ISSN 09156089

- 川田伸一郎; 織田銑一 (2003), “染色体の形と哺乳類の分類、そして系統進化、日本産イタチ2種を例として”, 形の科学会誌 18 (1):  63-64, ISSN 09156089

- 曽根啓子; 子安和弘; 小林秀司; 田中愼; 織田銑一 (2006), “野生化ヌートリア (Myocastor coypus) による農業被害 : 愛知県を中心に”, 哺乳類科学 (日本哺乳類学会) 46 (2):  151-159

- 山崎健; 織田銑一 (2007), “縄文時代後晩期における貝輪素材の獲得と搬入に関する研究--愛知県伊川津貝塚出土のタマキガイ科製貝輪の分析から”, 古代 (早稲田大学考古学会) 120:  63-86, ISSN 04522516

- 坪井基枝; 林良敬; 城ヶ原貴通; 小倉剛; 村田善晴; 織田銑一 (2009), “スンクスのアルビノ様系統育成と原因遺伝子の同定”, Experimental animals (Japanese Association for Laboratory Animal Science) 58 (1):  31-40, ISSN 13411357

- 浅川満彦; 佐藤未希; 曽根啓子; 立澤史郎; 織田銑一 (2009), “愛知県および兵庫県で捕獲された外来齧歯類ヌートリアMyocastor coypusにおける寄生蠕虫類調査(続報)”, 酪農学園大学紀要. 自然科学編 (酪農学園大学) 33 (2):  291-292, ISSN 0388001X

- 川田伸一郎; 織田銑一; 遠藤秀紀 (2010), “台湾およびベトナム産ニホンモグラ属の比較核型分析と分類”, 国立科学博物館専報 (国立科学博物館) 46:  47-56, ISSN 00824755

- Motokawa Masaharu; Suzuki Hitoshi; Harada Masashi; Lin Liang-Kong; Koyasu Kazuhiro; Oda Sen-ichi (2000), “Phylogenetic relationships among East Asian species of Crocidura (Mammalia, Insectivora) inferred from mitochondrial cytochrome b gene sequences”, Zoological science 17 (4):  497-504